# Trophée Almar 2015
La 1re édition du Trophée Almar a eu lieu le 26 juillet 2015. La course fait partie du calendrier UCI Europe Tour 2015 en catégorie 1.Ncup. C'est également la septième épreuve de la Coupe des Nations espoirs.
L'épreuve a été remportée lors d'un sprint à neuf coureurs par l'Italien Gianni Moscon (Équipe nationale d'Italie espoirs) devant l'Estonien Mihkel Räim (Équipe nationale d'Estonie espoirs) et le Néerlandais Lennard Hofstede (Équipe nationale des Pays-Bas espoirs).

## Présentation

### Équipes
Classé en catégorie 1.Ncup de l'UCI Europe Tour, le Trophée Almar est par conséquent ouverte aux équipes nationales et aux équipes mixtes.
Vingt équipes participent à ce Trophée Almar - dix-neuf équipes nationales et une équipe mixte :
| Équipes nationales                             | Équipes nationales | Équipes nationales |
| Nom de l'équipe                                | Pays               | Code               |
| ---------------------------------------------- | ------------------ | ------------------ |
| Équipe nationale d'Allemagne espoirs           | Allemagne          | GER                |
| Équipe nationale d'Argentine espoirs           | Argentine          | ARG                |
| Équipe nationale d'Australie espoirs           | Australie          | AUS                |
| Équipe nationale d'Autriche espoirs            | Autriche           | AUT                |
| Équipe nationale d'Azerbaïdjan espoirs         | Azerbaïdjan        | AZE                |
| Équipe nationale de Belgique espoirs           | Belgique           | BEL                |
| Équipe nationale d'Estonie espoirs             | Estonie            | EST                |
| Équipe nationale des États-Unis espoirs        | États-Unis         | USA                |
| Équipe nationale de France espoirs             | France             | FRA                |
| Équipe nationale d'Italie espoirs              | Italie             | ITA                |
| Équipe nationale du Japon espoirs              | Japon              | JPN                |
| Équipe nationale du Kazakhstan espoirs         | Kazakhstan         | KAZ                |
| Équipe nationale du Luxembourg espoirs         | Luxembourg         | LUX                |
| Équipe nationale des Pays-Bas espoirs          | Pays-Bas           | NED                |
| Équipe nationale de Pologne espoirs            | Pologne            | POL                |
| Équipe nationale de République tchèque espoirs | Tchéquie           | CZE                |
| Équipe nationale de Russie espoirs             | Russie             | RUS                |
| Équipe nationale de Slovénie espoirs           | Slovénie           | SLO                |
| Équipe nationale de Suisse espoirs             | Suisse             | SUI                |

| Équipe mixte               | Équipe mixte | Équipe mixte |
| Nom de l'équipe            | Pays         | Code         |
| -------------------------- | ------------ | ------------ |
| Centre mondial du cyclisme | Suisse       | CMC          |

### Règlement de la course

#### Primes
Les vingt prix sont attribués suivant le barème de l'UCI,.
| Position | 1er     | 2e      | 3e    | 4e    | 5e    | 6e    | 7e    | 8e    | 9e    | 10e à 20e |
| Prix     | 2 425 € | 1 210 € | 607 € | 305 € | 240 € | 180 € | 180 € | 118 € | 118 € | 57 €      |

## Classements
La course est remportée par l'Italien Gianni Moscon (Équipe nationale d'Italie espoirs) qui a parcouru les 180 kilomètres en 3 h 59 min 58 s, soit à une vitesse moyenne de 45,006 km/h. Il est suivi dans le même temps par l'Estonien Mihkel Räim (Équipe nationale d'Estonie espoirs) et par le Néerlandais Lennard Hofstede (Équipe nationale des Pays-Bas espoirs). Sur les 116 coureurs qui ont pris le départ, 95 franchissent la ligne d'arrivée.

### Classement final
| Classement final | Classement final | Classement final | Classement final                       | Classement final   |
|                  | Coureur          | Pays             | Équipe                                 | Temps              |
| ---------------- | ---------------- | ---------------- | -------------------------------------- | ------------------ |
| 1er              | Gianni Moscon    | Italie           | Équipe nationale d'Italie espoirs      | en 3 h 59 min 58 s |
| 2e               | Mihkel Räim      | Estonie          | Équipe nationale d'Estonie espoirs     | + 0 s              |
| 3e               | Lennard Hofstede | Pays-Bas         | Équipe nationale des Pays-Bas espoirs  | + 0 s              |
| 4e               | Laurens De Plus  | Belgique         | Équipe nationale de Belgique espoirs   | + 0 s              |
| 5e               | Jonas Koch       | Allemagne        | Équipe nationale d'Allemagne espoirs   | + 0 s              |
| 6e               | Evgeny Zverkov   | Russie           | Équipe nationale de Russie espoirs     | + 0 s              |
| 7e               | Jérémy Maison    | France           | Équipe nationale de France espoirs     | + 0 s              |
| 8e               | Galym Akhmetov   | Kazakhstan       | Équipe nationale du Kazakhstan espoirs | + 0 s              |
| 9e               | Lorenzo Rota     | Italie           | Équipe nationale d'Italie espoirs      | + 0 s              |
| 10e              | Martin Laas      | Estonie          | Équipe nationale d'Estonie espoirs     | + 1 min 7 s        |
| modifier         |                  |                  |                                        |                    |

### Classement de l'UCI Coupe des Nations U23 2015
| Top dix de la Coupe des Nations espoirs à l'issue de la 7e manche | Top dix de la Coupe des Nations espoirs à l'issue de la 7e manche | Top dix de la Coupe des Nations espoirs à l'issue de la 7e manche | Top dix de la Coupe des Nations espoirs à l'issue de la 7e manche | Top dix de la Coupe des Nations espoirs à l'issue de la 7e manche |
| ----------------------------------------------------------------- | ----------------------------------------------------------------- | ----------------------------------------------------------------- | ----------------------------------------------------------------- | ----------------------------------------------------------------- |
|                                                                   | Coureur                                                           | Pays                                                              | Équipe                                                            | Point(s)                                                          |
| modifier                                                          |                                                                   |                                                                   |                                                                   |                                                                   |

### UCI Europe Tour
Ce Trophée Almar attribue des points pour l'UCI Europe Tour 2015, par équipes seulement aux coureurs des équipes continentales professionnelles et continentales, individuellement à tous les coureurs sauf ceux faisant partie d'une équipe ayant un label WorldTeam.
| Position,          | 1er | 2e | 3e | 4e | 5e | 6e | 7e | 8e |
| Classement général | 40  | 30 | 16 | 12 | 10 | 8  | 6  | 3  |

## Liste des participants
- Liste de départ complète

| Légende | Légende                                                                    | Légende | Légende                                                    |
| ------- | -------------------------------------------------------------------------- | ------- | ---------------------------------------------------------- |
| Num     | Dossard de départ porté par le coureur sur ce Trophée Almar                | Pos     | Position à l'arrivée de la course                          |
|         | Indique un maillot de champion national ou mondial, suivi de sa spécialité | NP      | Indique un coureur qui n'a pas pris le départ de la course |
| AB      | Indique un coureur qui n'a pas terminé la course                           | HD      | Indique un coureur qui a terminé la course hors des délais |

| Équipe nationale d'Italie espoirs ITA | Équipe nationale d'Italie espoirs ITA | Équipe nationale d'Italie espoirs ITA |
| ------------------------------------- | ------------------------------------- | ------------------------------------- |
| Num                                   | Coureur                               | Pos                                   |
| 1                                     | Gianni Moscon (ITA)                   | 1er                                   |
| 2                                     | Simone Consonni (ITA)                 | 46e                                   |
| 3                                     | Davide Ballerini (ITA)                | 53e                                   |
| 4                                     | Jacopo Mosca (ITA)                    | 73e                                   |
| 5                                     | Oliviero Troia (ITA)                  | AB                                    |
| 6                                     | Lorenzo Rota (ITA)                    | 9e                                    |
| Directeur sportif : Marino Amadori    |                                       |                                       |

| Équipe nationale de France espoirs FRA   | Équipe nationale de France espoirs FRA | Équipe nationale de France espoirs FRA |
| ---------------------------------------- | -------------------------------------- | -------------------------------------- |
| Num                                      | Coureur                                | Pos                                    |
| 7                                        | Franck Bonnamour (FRA)                 | 88e                                    |
| 8                                        | Élie Gesbert (FRA)                     | 82e                                    |
| 9                                        | Adrien Legros (FRA)                    | 77e                                    |
| 10                                       | Jérémy Maison (FRA)                    | 7e                                     |
| 11                                       | Florent Pereira (FRA)                  | 11e                                    |
| 12                                       | Nans Peters (FRA)                      | 14e                                    |
| Directeur sportif : Pierre-Yves Chatelon |                                        |                                        |

| Équipe nationale de Belgique espoirs BEL | Équipe nationale de Belgique espoirs BEL | Équipe nationale de Belgique espoirs BEL |
| ---------------------------------------- | ---------------------------------------- | ---------------------------------------- |
| Num                                      | Coureur                                  | Pos                                      |
| 13                                       | Steff Cras (BEL)                         | 67e                                      |
| 14                                       | Nathan Van Hooydonck (BEL)               | 16e                                      |
| 15                                       | Laurens De Plus (BEL)                    | 4e                                       |
| 16                                       | Maxime Farazijn (BEL)                    | 48e                                      |
| 17                                       | Dries Van Gestel (BEL)                   | 30e                                      |
| 18                                       |                                          |                                          |
| Directeur sportif : Jean-Pierre Dubois   |                                          |                                          |

| Équipe nationale de Russie espoirs RUS | Équipe nationale de Russie espoirs RUS | Équipe nationale de Russie espoirs RUS |
| -------------------------------------- | -------------------------------------- | -------------------------------------- |
| Num                                    | Coureur                                | Pos                                    |
| 19                                     | Mamyr Stash (RUS)                      | 52e                                    |
| 20                                     | Ildar Arslanov (RUS)                   | 25e                                    |
| 21                                     | Matvey Mamykin (RUS)                   | AB                                     |
| 22                                     | Roman Kustadinchev (RUS)               | 29e                                    |
| 23                                     | Evgeny Zverkov (RUS)                   | 6e                                     |
| 24                                     | Aydar Zakarin (RUS)                    | 59e                                    |
| Directeur sportif : Nikolai Morozov    |                                        |                                        |

| Équipe nationale d'Allemagne espoirs GER | Équipe nationale d'Allemagne espoirs GER | Équipe nationale d'Allemagne espoirs GER |
| ---------------------------------------- | ---------------------------------------- | ---------------------------------------- |
| Num                                      | Coureur                                  | Pos                                      |
| 25                                       | Pascal Ackermann (GER)                   | AB                                       |
| 26                                       | Jan Dieteren (GER)                       | 45e                                      |
| 27                                       | Christian Koch (GER)                     | 55e                                      |
| 28                                       | Johannes Weber (GER)                     | AB                                       |
| 29                                       | Nico Denz (GER)                          | 85e                                      |
| 30                                       | Jonas Koch (GER)                         | 5e                                       |
| Directeur sportif : Ralf Grabsch         |                                          |                                          |

| Équipe nationale d'Autriche espoirs AUT | Équipe nationale d'Autriche espoirs AUT | Équipe nationale d'Autriche espoirs AUT |
| --------------------------------------- | --------------------------------------- | --------------------------------------- |
| Num                                     | Coureur                                 | Pos                                     |
| 31                                      | Benjamin Brkic (AUT)                    | 17e                                     |
| 32                                      | Michael Gogl (AUT)                      | 18e                                     |
| 33                                      | Florian Schipflinger (AUT)              | 83e                                     |
| 34                                      | Daniel Lehner (AUT)                     | 78e                                     |
| 35                                      | Dennis Paulus (AUT)                     | 35e                                     |
| 36                                      | Sebastian Schönberger (AUT)             | 26e                                     |
| Directeur sportif : Franz Hartl         |                                         |                                         |

| Équipe nationale d'Estonie espoirs EST | Équipe nationale d'Estonie espoirs EST | Équipe nationale d'Estonie espoirs EST |
| -------------------------------------- | -------------------------------------- | -------------------------------------- |
| Num                                    | Coureur                                | Pos                                    |
| 37                                     | Mihkel Räim (EST)                      | 2e                                     |
| 38                                     | Martin Laas (EST)                      | 10e                                    |
| 39                                     | Aksel Nõmmela (EST)                    | 47e                                    |
| 40                                     | Ekke-Kaur Vosman (EST)                 | AB                                     |
| 41                                     | Peeter Pung (EST)                      | AB                                     |
| 42                                     | Silver Mäoma (EST)                     | 65e                                    |
| Directeur sportif : Rene Mandri        |                                        |                                        |

| Équipe nationale d'Australie espoirs AUS | Équipe nationale d'Australie espoirs AUS | Équipe nationale d'Australie espoirs AUS |
| ---------------------------------------- | ---------------------------------------- | ---------------------------------------- |
| Num                                      | Coureur                                  | Pos                                      |
| 43                                       | Robert Power (AUS)                       | AB                                       |
| 44                                       | Harry Carpenter (AUS)                    | 60e                                      |
| 45                                       | Alexander Clements (AUS)                 | 89e                                      |
| 46                                       | Jack Haig (AUS)                          | 23e                                      |
| 47                                       | Miles Scotson (AUS)                      | 90e                                      |
| 48                                       | Nick Schultz (AUS)                       | AB                                       |
| Directeur sportif : James Victor         |                                          |                                          |

| Équipe nationale de Slovénie espoirs SLO | Équipe nationale de Slovénie espoirs SLO | Équipe nationale de Slovénie espoirs SLO |
| ---------------------------------------- | ---------------------------------------- | ---------------------------------------- |
| Num                                      | Coureur                                  | Pos                                      |
| 49                                       | Jon Božič (SLO)                          | 33e                                      |
| 50                                       | Gašper Katrašnik (SLO)                   | 42e                                      |
| 51                                       | Izidor Penko (SLO)                       | 74e                                      |
| 52                                       |                                          |                                          |
| 53                                       | Tadej Logar (SLO)                        | 75e                                      |
| 54                                       | Žiga Ručigaj (SLO)                       | 31e                                      |
| Directeur sportif : Andrej Cimpric       |                                          |                                          |

| Équipe nationale de Pologne espoirs POL | Équipe nationale de Pologne espoirs POL | Équipe nationale de Pologne espoirs POL |
| --------------------------------------- | --------------------------------------- | --------------------------------------- |
| Num                                     | Coureur                                 | Pos                                     |
| 55                                      | Piotr Brożyna (POL)                     | 94e                                     |
| 56                                      | Jakub Kaczmarek (POL)                   | 62e                                     |
| 57                                      | Michał Paluta (POL)                     | 51e                                     |
| 58                                      | Szymon Rekita (POL)                     | 36e                                     |
| 59                                      | Patryk Stosz (POL)                      | 63e                                     |
| 60                                      | Gracjan Szeląg (POL)                    | 41e                                     |
| Directeur sportif : Marek Leśniewski    |                                         |                                         |

| Équipe nationale de Suisse espoirs SUI | Équipe nationale de Suisse espoirs SUI | Équipe nationale de Suisse espoirs SUI |
| -------------------------------------- | -------------------------------------- | -------------------------------------- |
| Num                                    | Coureur                                | Pos                                    |
| 61                                     | Fabian Lienhard (SUI)                  | 84e                                    |
| 62                                     | Dylan Page (SUI)                       | 12e                                    |
| 63                                     | Lukas Spengler (SUI)                   | 87e                                    |
| 64                                     | Valentin Baillifard (SUI)              | AB                                     |
| 65                                     | Lukas Gerber (SUI)                     | 43e                                    |
| 66                                     | Lars Schnyder (SUI)                    | 86e                                    |
| Directeur sportif : Danilo Hondo       |                                        |                                        |

| Équipe nationale de République tchèque espoirs CZE | Équipe nationale de République tchèque espoirs CZE | Équipe nationale de République tchèque espoirs CZE |
| -------------------------------------------------- | -------------------------------------------------- | -------------------------------------------------- |
| Num                                                | Coureur                                            | Pos                                                |
| 67                                                 | Petr Hampl (CZE)                                   | 15e                                                |
| 68                                                 | Matěj Zahálka (CZE)                                | 69e                                                |
| 69                                                 | Michael Kukrle (CZE)                               | 81e                                                |
| 70                                                 | Michal Schlegel (CZE)                              | 21e                                                |
| 71                                                 | František Sisr (CZE)                               | 79e                                                |
| 72                                                 | Pavel Camrda (CZE)                                 | 80e                                                |
| Directeur sportif : Tomáš Konečný                  |                                                    |                                                    |

| Équipe nationale des Pays-Bas espoirs NED | Équipe nationale des Pays-Bas espoirs NED | Équipe nationale des Pays-Bas espoirs NED |
| ----------------------------------------- | ----------------------------------------- | ----------------------------------------- |
| Num                                       | Coureur                                   | Pos                                       |
| 73                                        | Peter Lenderink (NED)                     | 56e                                       |
| 74                                        | Koen Bouwman (NED)                        | 13e                                       |
| 75                                        | Lennard Hofstede (NED)                    | 3e                                        |
| 76                                        | Sam Oomen (NED)                           | 28e                                       |
| 77                                        | Martijn Tusveld (NED)                     | 76e                                       |
| 78                                        | Antwan Tolhoek (NED)                      | 22e                                       |
| Directeur sportif : Grischa Niermann      |                                           |                                           |

| Équipe nationale d'Argentine espoirs ARG   | Équipe nationale d'Argentine espoirs ARG | Équipe nationale d'Argentine espoirs ARG |
| ------------------------------------------ | ---------------------------------------- | ---------------------------------------- |
| Num                                        | Coureur                                  | Pos                                      |
| 79                                         | Ezequiel Biocca (ARG)                    | 71e                                      |
| 80                                         | Nicolas Oscar Navarro (ARG)              | 32e                                      |
| 81                                         | Juan Ignacio Curuchet (ARG)              | AB                                       |
| 82                                         | Emiliano Contreras (ARG)                 | AB                                       |
| 83                                         | Lucas Gaday (ARG)                        | 37e                                      |
| 84                                         | Joaquín García (ARG)                     | 72e                                      |
| Directeur sportif : Enrique David Facciano |                                          |                                          |

| Équipe nationale des États-Unis espoirs USA | Équipe nationale des États-Unis espoirs USA | Équipe nationale des États-Unis espoirs USA |
| ------------------------------------------- | ------------------------------------------- | ------------------------------------------- |
| Num                                         | Coureur                                     | Pos                                         |
| 85                                          | Taylor Eisenhart (USA)                      | 95e                                         |
| 86                                          | Alexey Vermeulen (USA)                      | AB                                          |
| 87                                          | Tyler Williams (USA)                        | 64e                                         |
| 88                                          | Keegan Swirbul (USA)                        | AB                                          |
| 89                                          | Geoffrey Curran (USA)                       | 91e                                         |
| 90                                          | Justin Oien (USA)                           | 20e                                         |
| Directeur sportif : Michael Sayers          |                                             |                                             |

| Équipe nationale du Japon espoirs JPN | Équipe nationale du Japon espoirs JPN | Équipe nationale du Japon espoirs JPN |
| ------------------------------------- | ------------------------------------- | ------------------------------------- |
| Num                                   | Coureur                               | Pos                                   |
| 91                                    | Yūma Koishi (JPN)                     | 93e                                   |
| 92                                    | Takuma Akita (JPN)                    | AB                                    |
| 93                                    | Yusuke Matsumoto (JPN)                | AB                                    |
| 94                                    | Yuri Kobashi (JPN)                    | 50e                                   |
| 95                                    | Atsushi Oka (JPN)                     | 19e                                   |
| 96                                    | Toshiki Omote (JPN)                   | 49e                                   |
| Directeur sportif : Akira Asada       |                                       |                                       |

| Équipe nationale du Kazakhstan espoirs KAZ | Équipe nationale du Kazakhstan espoirs KAZ | Équipe nationale du Kazakhstan espoirs KAZ |
| ------------------------------------------ | ------------------------------------------ | ------------------------------------------ |
| Num                                        | Coureur                                    | Pos                                        |
| 97                                         | Oleg Zemlyakov (KAZ)                       | 44e                                        |
| 98                                         | Yuriy Natarov (KAZ)                        | AB                                         |
| 99                                         | Grigoriy Shtein (KAZ)                      | 38e                                        |
| 100                                        | Dmitriy Rive (KAZ)                         | 61e                                        |
| 101                                        | Sergey Luchshenko (KAZ)                    | 34e                                        |
| 102                                        | Galym Akhmetov (KAZ)                       | 8e                                         |
| Directeur sportif : Andrei Teteriouk       |                                            |                                            |

| Équipe nationale du Luxembourg espoirs LUX | Équipe nationale du Luxembourg espoirs LUX | Équipe nationale du Luxembourg espoirs LUX |
| ------------------------------------------ | ------------------------------------------ | ------------------------------------------ |
| Num                                        | Coureur                                    | Pos                                        |
| 103                                        | Tom Wirtgen (LUX)                          | 40e                                        |
| 104                                        | Luc Turchi (LUX)                           | AB                                         |
| 105                                        | Massimo Morabito (LUX)                     | 57e                                        |
| 106                                        | Larry Valvasori (LUX)                      | 68e                                        |
| 107                                        | Sandro Dostert (LUX)                       | AB                                         |
| 108                                        | Ivan Centrone (LUX)                        | 58e                                        |
| Directeur sportif : Bernhard Baldinger     |                                            |                                            |

| Centre mondial du cyclisme CMC         | Centre mondial du cyclisme CMC    | Centre mondial du cyclisme CMC |
| -------------------------------------- | --------------------------------- | ------------------------------ |
| Num                                    | Coureur                           | Pos                            |
| 109                                    | Anass Aït El Abdia (MAR)          | 24e                            |
| 110                                    | Adil Barbari (ALG)                | 92e                            |
| 111                                    | Andrej Petrovski (MKD)            | 65e                            |
| 112                                    | Andre Gohr (BRA)                  | 27e                            |
| 113                                    | Christofer Jurado (PAN)           | 54e                            |
| 114                                    | José Luis Rodríguez Aguilar (CHI) | 70e                            |
| Directeur sportif : Jean-Jacques Henry |                                   |                                |

| Équipe nationale d'Azerbaïdjan espoirs AZE | Équipe nationale d'Azerbaïdjan espoirs AZE | Équipe nationale d'Azerbaïdjan espoirs AZE |
| ------------------------------------------ | ------------------------------------------ | ------------------------------------------ |
| Num                                        | Coureur                                    | Pos                                        |
| 115                                        | Samir Jabrayilov (AZE)                     | 39e                                        |
| 116                                        | Enver Asanov (AZE)                         | AB                                         |
| 117                                        | Ismail Iliasov (AZE)                       | AB                                         |
| 118                                        | Elgün Alizada (AZE)                        | AB                                         |
| 119                                        |                                            |                                            |
| 120                                        |                                            |                                            |
| Directeur sportif : Tomaž Poljanec         |                                            |                                            |